# Samuel Tetteh
Samuel Tetteh Kotoko (Accra, 28 luglio 1996) è un calciatore ghanese, attaccante svincolato.

## Carriera

### Club
Ha giocato nei campionati ghanese, austriaco, statunitense, turco ed azero.

### Nazionale
Ha giocato nella nazionale ghanese Under-20.
Con la maglia della nazionale maggiore ha esordito nel 2015, venendo poi convocato per la Coppa d'Africa 2017.